# Анахарсис
Ана́харсис (от скиф. Ἀνάχαρσις «неранимый», ana (без) + hvar (ранить); ок. 614 — после 559 гг. до н. э.) — скиф сакского происхождения, сын царя Гнура, брат царя Савлия и Кадуита. Прибыл во времена Солона в Афины, где встречался с самим Солоном и с другим знатным скифом Токсаром (другое написание — Токсарис), который был известен в Афинах как врач и мудрец, позже путешествовал по другим греческим городам. Диодор Сицилийский и Диоген Лаэртский указывают, что он вместе с другими мудрецами посещал лидийского царя Крёза, которого персы считали советником по Скифии.
Анахарсис прославился как мудрец, философ и сторонник умеренности во всём, его причисляли к семи мудрецам и ему приписывались многие разумные изречения и изобретения. Существует более 50 изречений Анахарсиса на разные темы: размышления о поведении людей; о взаимоотношениях между людьми; о защите собственного достоинства; о зависти; о значении языка; о мореплавании; о гимнастике; о политике и общественном устройстве; о вине и вреде пьянства и т. д. Известно десять «кинических» писем Анахарсиса: к лидийскому царю Крёзу (два), афинянам, Солону, тирану Гиппарху, Медоку, Аннону, царскому сыну, Терею — жестокому правителю Фракии, Фразилоху. Эти письма, носящие имя Анахарсиса, по мнению ученых, датируются III—I вв. до н. э. и примыкают к традиции, которая идеализировала «природные», «варварские» народы и была наполнена острым социальным содержанием под влиянием кинизма. По легенде, Анахарсис изобрел якорь, усовершенствованные гончарный круг и парус.
После возвращения в Скифию он, по сведениям Геродота, был убит собственным братом за совершение иноземного религиозного обряда. По поводу смерти Анахарсиса Геродот сообщает (IV, 76-78):

Анахарсис повидал много стран и выказал там свою великую мудрость. На обратном пути в скифские пределы ему пришлось, плывя через Геллеспонт, пристать к Кизику. Кизикенцы в это время как раз торжественно справляли праздник Матери Богов. Анахарсис дал богине такой обет: если он возвратится домой здравым и невредимым, то принесет ей жертву по обряду, какой он видел у кизикенцев, и учредит в её честь всенощное празднество. Вернувшись в Скифию, Анахарсис тайно отправился в так называемую Гилею (эта местность лежит у Ахиллесова ристалища и вся покрыта густым лесом разной породы деревьев; низовья Днепра или Дона). Так вот, Анахарсис отправился туда и совершил полностью обряд празднества, как ему пришлось видеть в Кизике. При этом Анахарсис навесил на себя маленькие изображения богини и бил в тимпаны (медные тарелки). Какой-то скиф подглядел за совершением этих обрядов и донёс царю Савлию. Царь сам прибыл на место и, как только увидел, что Анахарсис справляет этот праздник, убил его стрелой из лука. И поныне ещё скифы на вопрос об Анахарсисе отвечают, что не знают его, и это потому, что он побывал в Элладе и перенял чужеземные обычаи.

Анахарсис обычно рассматривается исследователями как реальная историческая фигура. Хотя существует несколько версий о причинах его убийства, включая опасения скифского правителя за свой царский титул или торговые разногласия, существование Анахарсиса и его насильственная смерть не вызывают больших сомнений. Имя Анахарсиса было известно в древнегреческой литературе ещё до Геродота, сохранились свидетельства о его поездках. Надпись из Ольвии середины VI века до н. э. (посвящение Аполлону Борею, сделанное Анаперром, сыном Анахирса (sic), сколотом, греч. "Άναγέρρης Άναχυρςő Σκ[ο]λότη[ς] Άπ[ό]λλωνι Βορῆι μέλι πατρ[ώιον άνέθηκεν]"), возможно, даже сделана сыном Анахарсиса. Сомнительно, что в настолько отдаленных и мало связанных между собой областях, как Ольвия и Пелопоннес, возникли бы новеллы об одном и том же человеке, если бы тот был вымышленным.  
В конце XVII века в храме московского Новоспасского монастыря мастер Фёдор Зубов создал по сторонам лестницы, ведущей ко входу, роспись, на которой вместе с Платоном, Аристотелем, Плутархом, Солоном, Клавдием Птолемеем, Иродионом, Гомером и мифическим Орфеем был изображён Анахарсис. Замысел росписи состоял в том, чтобы представить античных философов и поэтов, которые встречали прихожан, предшественниками христианства.
Имя Анахарсис принял французский философ и революционер Жан-Батист Клоотс.